# Институт SETI
Институт SETI (англ. SETI Institute) — американская свободная от налогов научно-исследовательская некоммерческая организация. 

## История
Создана 20 ноября 1984 года и располагается в Маунтин-Вью, штат Калифорния. Задачей организации является «исследовать, понять и объяснить происхождение, природу и распространенность жизни во Вселенной». SETI означает англ. search for extraterrestrial intelligence — «поиск внеземного разума». Одна из программ института — это использовать как радиотелескопы, так и оптические телескопы для поиска умышленных сигналов от внеземных цивилизаций. Другие исследования, проводимые в рамках программы Центра имени Карла Сагана по изучению жизни во Вселенной, включают в себя поиск экзопланет, жизни на Марсе и других планетах в пределах Солнечной системы, и обитаемых миров в галактике Млечный Путь (в том числе изучение экстремофил). Работа связи с общественностью института SETI включает популяризацию науки, образования и изучения эволюции среди преподавателей и студентов, работу с НАСА над исследовательскими миссиями, такими как «Кеплер» и SOFIA, и производство еженедельной научной радиопрограммы Big Picture Science.

## Инструменты
Инструменты, используемые учеными института SETI включают наземные телескопы Allen Telescope Array, несколько наземных оптических телескопов, таких как телескоп имени Дональда Шайна в Ликской обсерватории, телескопы Обсерватории Кека и телескоп IRTF на Гавайях, телескопы Very Large Telescope в Чили. Исследователи института SETI также используют космические телескопы, в основном космический телескоп «Хаббл», космический телескоп «Спитцер» и космический телескоп «Гершель». Ученые института SETI также участвуют в космических полетах, в миссии «Новые горизонты» к Плутону, миссии «Кассини», в настоящее время на орбите вокруг Сатурна, и марсоходов «Оппортьюнити» и «Кьюриосити».